# Katarzyna Klata
Katarzyna Klata, z domu Kowalska (ur. 18 października 1972 w Sochaczewie) – polska łuczniczka sportowa. Brązowa medalistka olimpijska z Atlanty (1996) w drużynie, wicemistrzyni Europy (1998) oraz dwukrotna mistrzyni Polski (1996, 1999).

## Życiorys
Córka Ryszarda Kowalskiego, łucznika i dwukrotnego mistrza Polski oraz Emilii (z d. Żaczkowskiej). Jej siostra, Barbara Kowalska również uprawiała łucznictwo, zaś matka była działaczką klubową, kierowniczką sekcji łuczniczej Mazowsza Teresin.
Od 1984 należała do klubu sportowego LKS Mazowsze Teresin. Trenowali ją: Marek Olechowski, Adam Pazdyka, Stanisław Stuligłowa. Karierę sportową oficjalnie zakończyła we wrześniu 2007. (ostatni start w zawodach w 2002)
Ukończyła Liceum Ogólnokształcące im. F. Chopina w Sochaczewie. Studiowała w Wyższej Szkole Edukacja w Sporcie. 
W 1996 roku została odznaczona przez prezydenta Aleksandra Kwaśniewskiego Srebrnym Krzyżem Zasługi „za wybitne osiągnięcia sportowe”.
Po zakończeniu kariery sportowej zajęła się odtworzeniem sekcji łuczniczej swoim byłym klubie LKS Mazowsze Teresin. Ma męża Wojciecha i dwoje dzieci, córkę Aleksandrę (ur. 1992) oraz syna Aleksandra (ur. 2008).

## Osiągnięcia
Igrzyska olimpijskie
- drużynowo (1996)

Halowe mistrzostwa Europy
- indywidualnie (1998)[5]

Mistrzostwa Polski (wielobój indywidualny)
- indywidualnie (1996, 1999)

## Odznaczenia
- Srebrny Krzyż Zasługi – 2 września 1996